# Astavakra
Astavakra is een monotypisch geslacht van spinnen uit de  familie van de wielwebkaardespinnen (Uloboridae).

## Soort
- Astavakra sexmucronata (Eugène Simon, 1893)